# Le Center
Le Center er en amerikansk by og administrativt centrum for det amerikanske county Le Sueur County, i staten Minnesota. I 2000 havde byen et indbyggertal på 2.240.
44°23′22″N 93°43′49″V / 44.389444444444°N 93.730277777778°V